# Ilandasjön
Ilandasjön är en sjö i Karlstads kommun i Värmland och ingår i Göta älvs huvudavrinningsområde. Sjön har en area på 0,126 kvadratkilometer och ligger 46 meter över havet.

## Delavrinningsområde
Ilandasjön ingår i det delavrinningsområde (659300-136421) som SMHI kallar för Utloppet av Ilandasjön. Medelhöjden är 48 meter över havet och ytan är 0,83 kvadratkilometer. Det finns inga avrinningsområden uppströms utan avrinningsområdet är högsta punkten. Vattendraget som avvattnar avrinningsområdet har biflödesordning 2, vilket innebär att vattnet flödar genom totalt 2 vattendrag innan det når havet efter 249 kilometer. Avrinningsområdet består mestadels av skog (12 procent), öppen mark (13 procent) och jordbruk (42 procent). Avrinningsområdet har 0,12 kvadratkilometer vattenytor vilket ger det en sjöprocent på 14,8 procent. Bebyggelsen i området täcker en yta av 0,14 kvadratkilometer eller 16 procent av avrinningsområdet.